# Mura romane di Susa
Le notevoli vestigia romane di Susa, capoluogo dell'omonima valle in Provincia di Torino, comprendono anche una cerchia di mura pressoché intatta, risalente nelle parti più antiche al III secolo e comprendente anche una porta urbis, la Porta Savoia, ancora integra ed utilizzata oggi.

## La città celtico-ligure e l'alleanza con Roma
Segusio era probabilmente un tempo città celtico-ligure, capitale del regno dei Cozii. Le indagini archeologiche parlano di una città sviluppatasi nella piana ai piedi della rocca che ospitava il Pretorium e l'Arco di Augusto, quest'ultimo simbolo dell'alleanza tra Celti e romani.

## Edificazione delle mura
La cinta muraria è stata costruita per difendere Susa, porta di accesso all'Italia dal Nord-Europa, dai possibili attacchi dei barbari, probabilmente intorno al terzo secolo, secondo le evidenze archeologiche modificando l'assetto urbano preesistente).

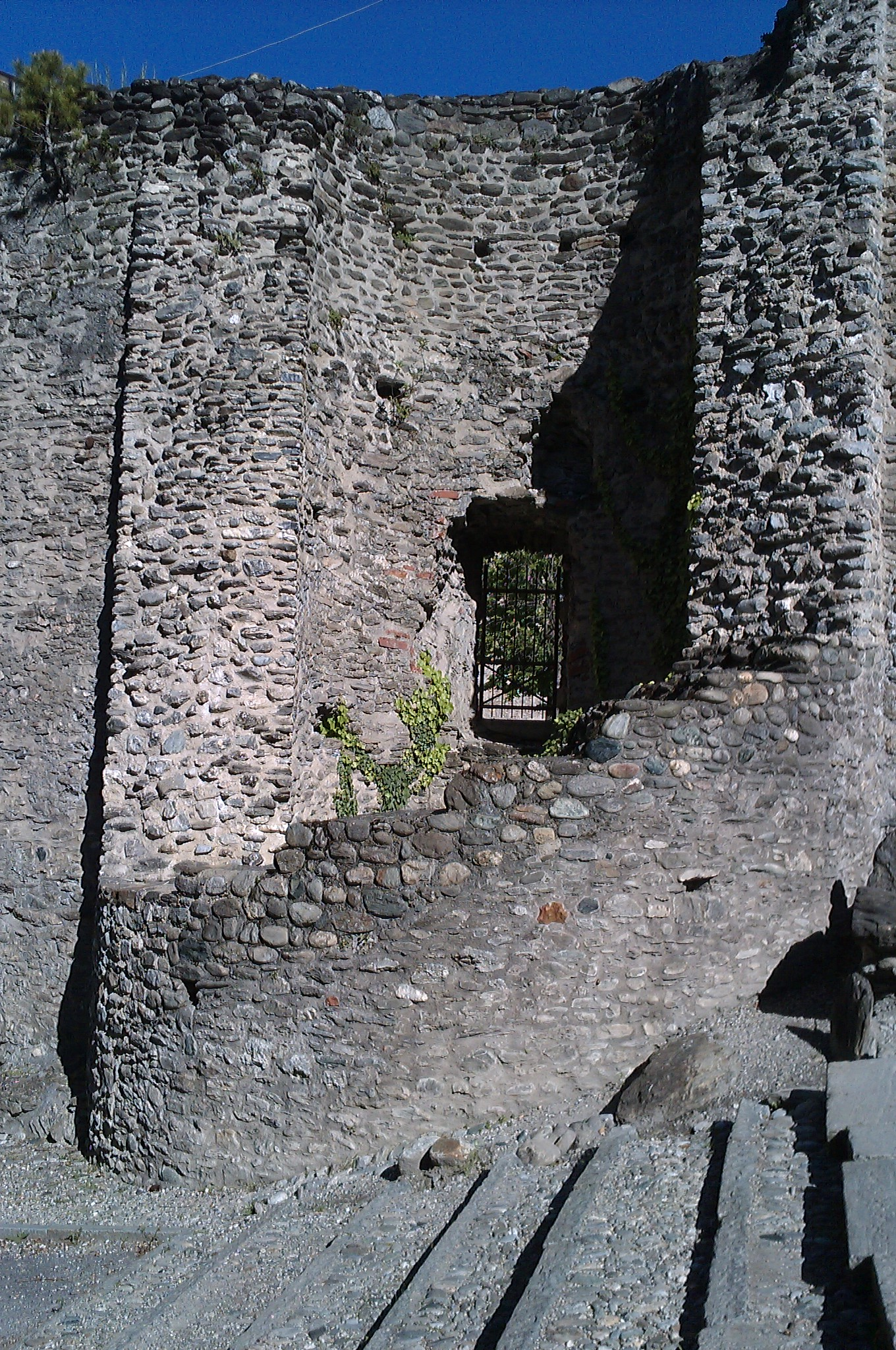
Susa, mura romane della cinta viste dall'esterno, zona del Castello

## Struttura architettonica
Le mura sono state costruite variando l'assetto urbano della città di Susa tagliandone fuori ampie porzioni, come ad esempio il foro. La ceerchia dà alla città romana un peculiare assetto triangolare, ancora oggi dibattuto dagli studiosi. Un lavoro fatto in urgenza, come testimoniano gli ampi reimpieghi di materiale lapideo e addirittura marmi (i torsi loricati al Museo di Antichità di Torino sono stati recuperati dalla cinta segusina). La cinta muraria comprendeva cortine a sacco in muratura (pietrame), riempite con materiali di recupero e intervallate da torri di raccordo aperte sul lato interno.

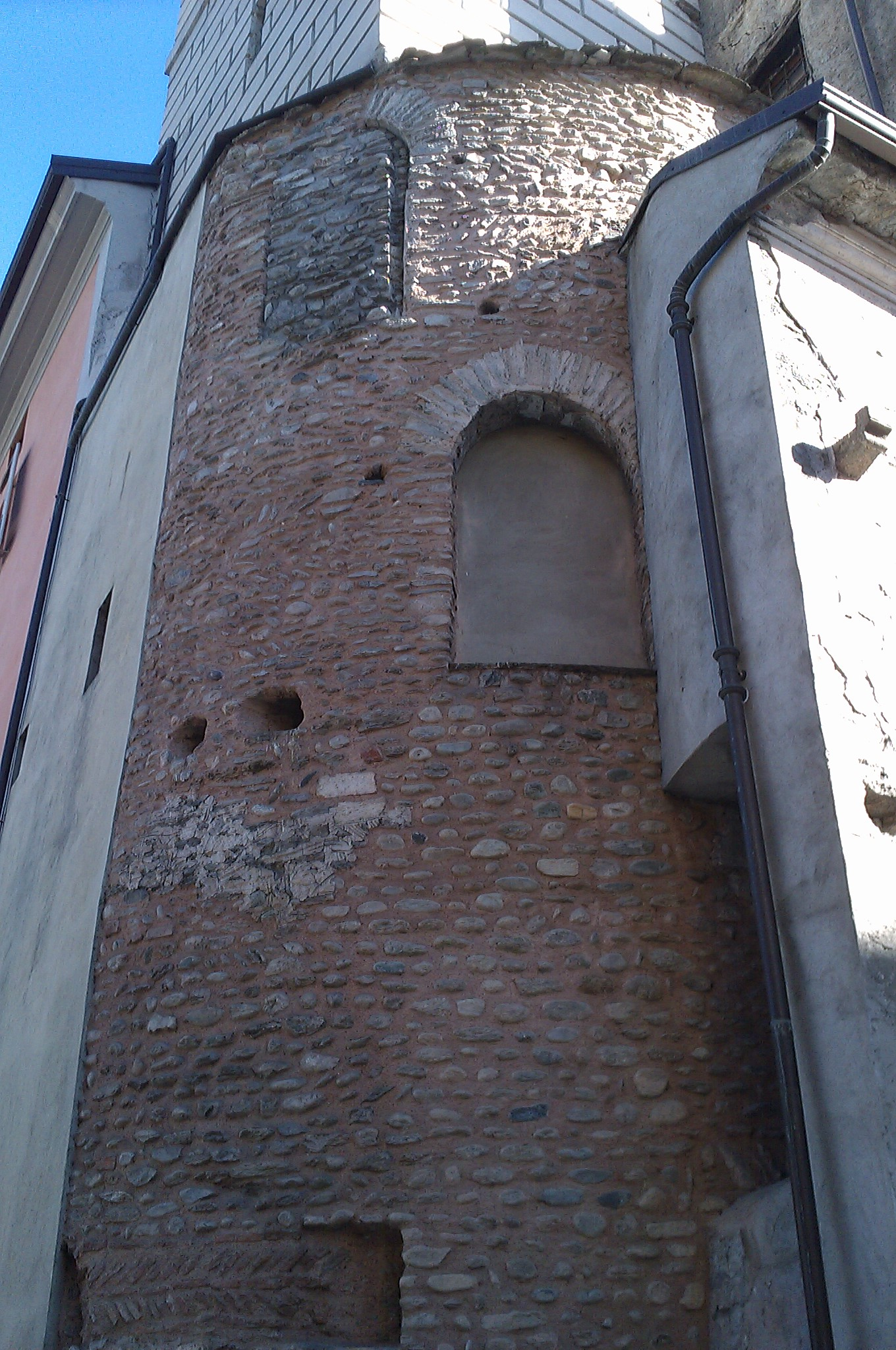
Susa, resti della porta romana orientale, detta "di Piemonte"

## Il tracciato triangolare e le porte
Il perimetro murario di Susa ha una peculiare forma triangolare, sul quale si aprivano le diverse porte di origine romana. Caposaldo della cinta doveva essere già in epoca romana il palacium che sorgeva sulla rocca della città. Facendo fare immaginariamente perno sul castello al triangolo costituito dalle mura, si può percorrere a sud il primo cateto, la cinta munita di torri lungo la zona dei Fossali (così chiamata per un antico vallo che proteggeva le mura) che culmina a oriente nella Porta di Piemonte. Sulla parte che da est va a nord, ipotenusa immaginaria del triangolo di cinta, la cerchia si avvicinava gradualmente al fiume della Valle di Susa, la Dora Riparia. Nel tratto più vicino al fiume, sullo spigolo nord-ovest, le mura fanno angolo con l'altro cateto, che va di nuovo a impostarsi sul castello e sul quale si apre la occidentale Porta Savoia.

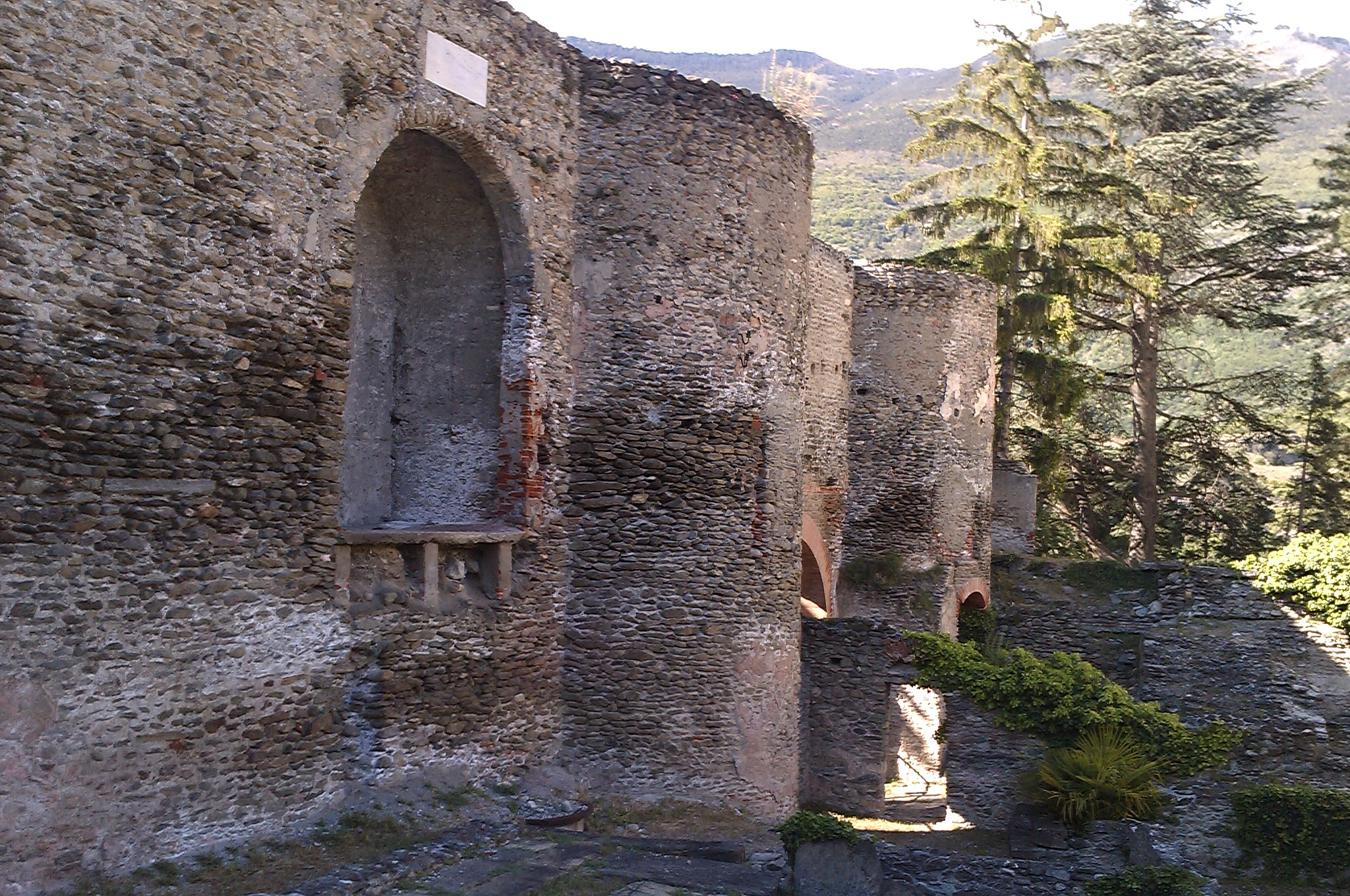
Susa, mura romane della cinta viste dalla corte interna del Castello

## Dal tardo impero al medioevo
Nel 312 Costantino conquistò la città, alleata con Massenzio.
Intorno al X secolo il palacium sulla rocca dovette essere stato sostituito dal castello medioevale. Il primo recinto venne munito di altre porte fortificate da permettere le comunicazioni con l'esterno, come quella che doveva sorgere nei pressi della chiesa di Santa Maria Maggiore e della Casa dei Canonici. Sulla spianata a ovest delle mura dovette in seguito sorgere un secondo caposaldo, la torre del Vescovo, detta di S. Andrea.

## Il borgo dei nobili
La cerchia di mura non racchiudeva nel medioevo il cosiddetto Borgo dei Nobili, sorto lungo di fronte alla Porta di Piemonte e probabilmente attraversato dal percorso del tumultuoso rio Gelassa. Un secondo recinto, racchiudeva gli spazi della città occupati dai nobili e probabilmente dai mercanti. Rimangono quali vestigia di un tempo che fu, antichi portali di palazzi nobiliari e una casa-forte simile per certi versi alla Casaforte di Chianocco.

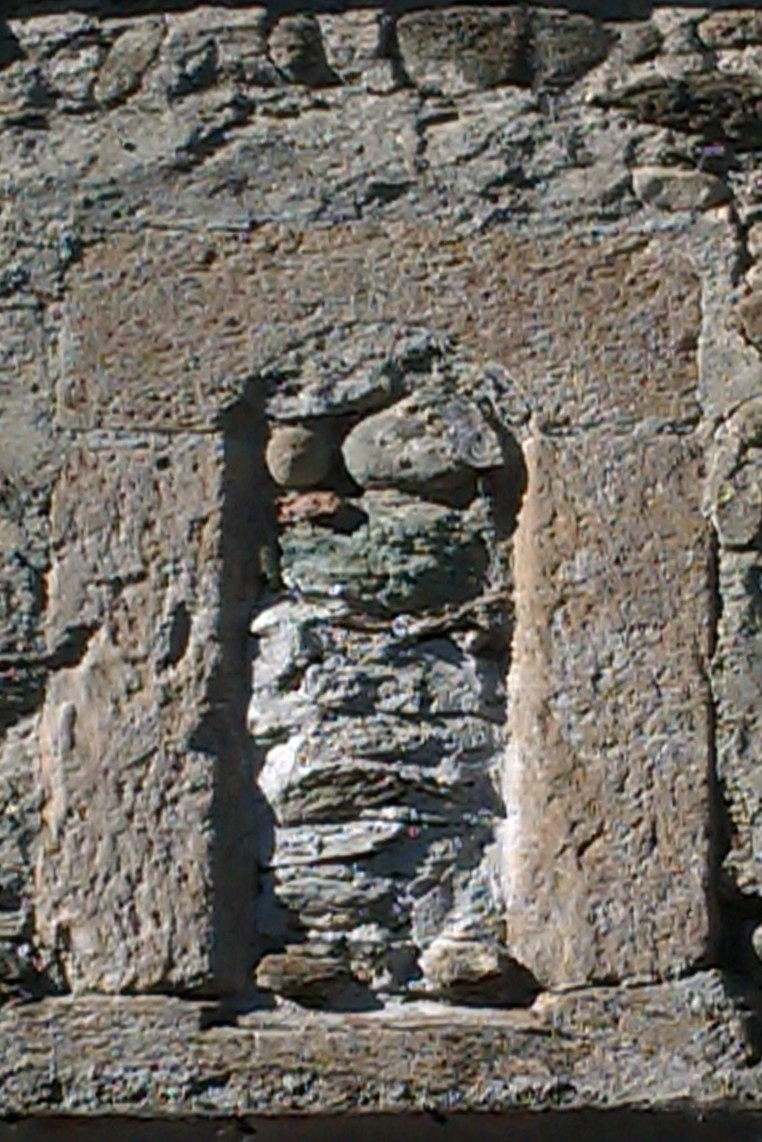
Susa, mura, particolare

## Ristrutturazioni
Rimaneggiamenti e adattamenti sono stati compiuti durante il Medioevo. Inoltre, stando alle notizie tramandate dal Settecento, l'altezza delle mura deve essere stata dimezzata da 12 a 6 metri. Analoga sorte, ma con un ribassamento meno cospicuo, ha subito la Porta Savoia, mentre in epoca imprecisata sono andate distrutte quasi del tutto le altre due porte urbane.

## Le mura oggi
Le mura si presentano oggi in un buono stato di conservazione per la maggior parte del loro tracciato secondo alcuni studiosi uno dei migliori esempi conservati di città fortificata gallica della tarda antichità: il perimetro murario è facilmente visibile ed in gran parte ancora in opera per lunghi tratti. La parte sud-est è stata manomessa con interventi del primo ‘900, ma i vicini “fossali” mantengono il fascino antico. Le mura aiutano il centro storico di Susa a mantenere la peculiare forma urbis medievale della città che è passata pressoché indenne attraverso i secoli, nonostante alcune ricostruzioni settecentesche abbiano fatto perdere esempi edilizi certo importanti dell'età di mezzo, come la Pieve battesimale di Santa Maria Maggiore e il collegato ospizio per i pellegrini, la domus helemosinaria della Via Francigena del Moncenisio.